# Rua da Praia
Rua dos Andradas, popularmente conhecida como Rua da Praia, é a rua mais antiga e uma das mais tradicionais da cidade brasileira de Porto Alegre, capital do estado do Rio Grande do Sul, criada em 1772, às antigas margens do Guaíba. Apesar da atual denominação ter sido estabelecida em 1865, o nome antigo continua popular, e com ele esta rua tem sido celebrada por muitos cronistas e poetas locais.
A rua foi chamada inicialmente de Rua da Praia do trecho do Gasômetro até a General Câmara, e, de Rua da Graça do trecho entre a Rua General Câmara e a Senhor dos Passos.

## Histórico
A Rua da Praia existe desde a fundação da cidade, sendo aquela que corria exatamente à margem do Canal dos Navegantes (Delta do Jacuí) defronte ao antigo porto de Viamão (atual local do Cais Mauá), onde primeiro se estabeleceu uma colônia de povoamento na área da futura Porto Alegre. Na Rua da Praia se construiu a primeira igreja da cidade, a hoje desaparecida Capela de São Francisco das Chagas. Em sua extremidade oeste foram, desde cedo, erguidos os arsenais da Marinha e os Armazéns Reais, numa época em que as casas da rua ainda eram cobertas de palha.

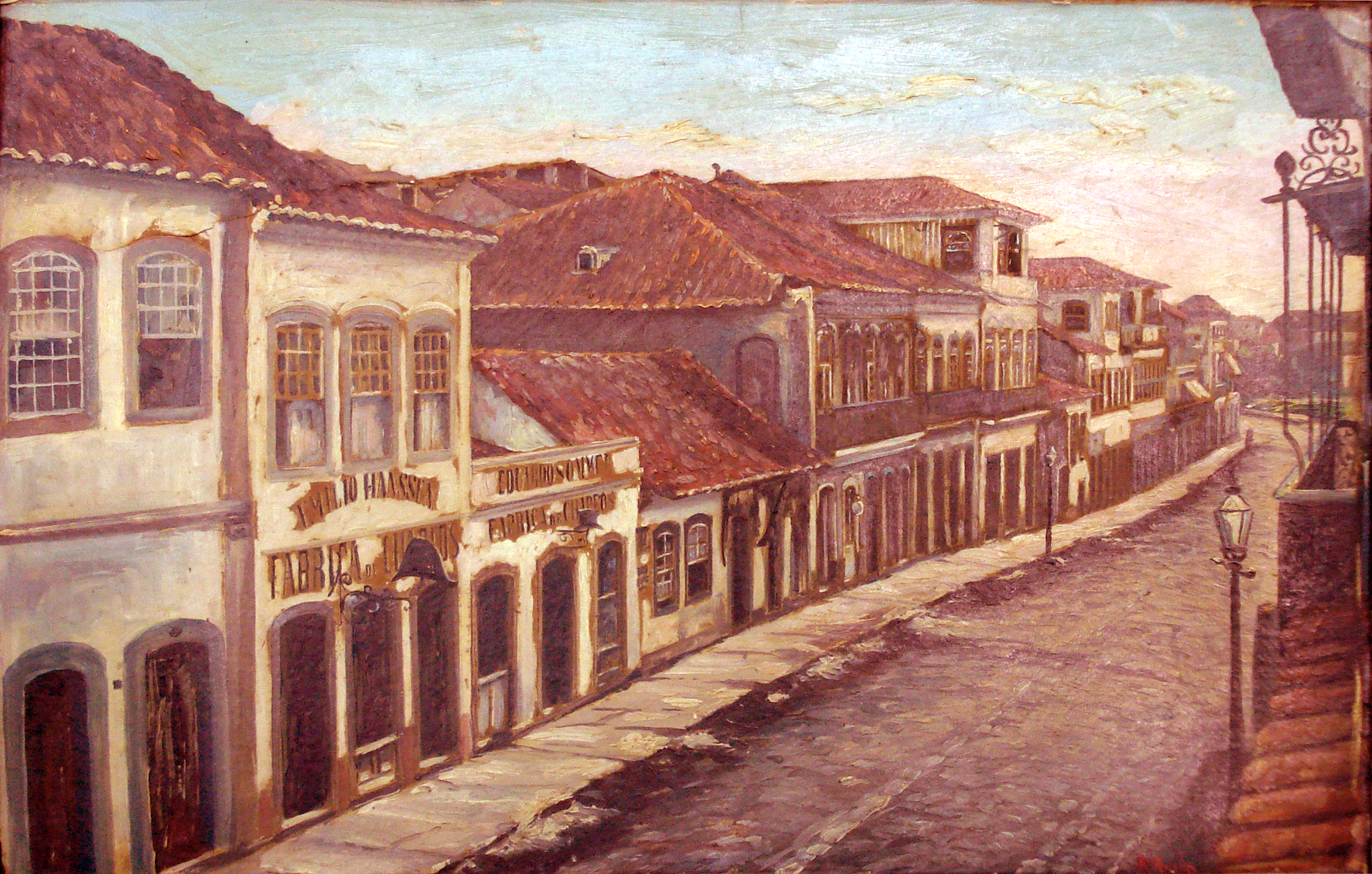
Athayde d'Avila: Rua da Praia, c. 1880. Acervo do Museu Júlio de Castilhos

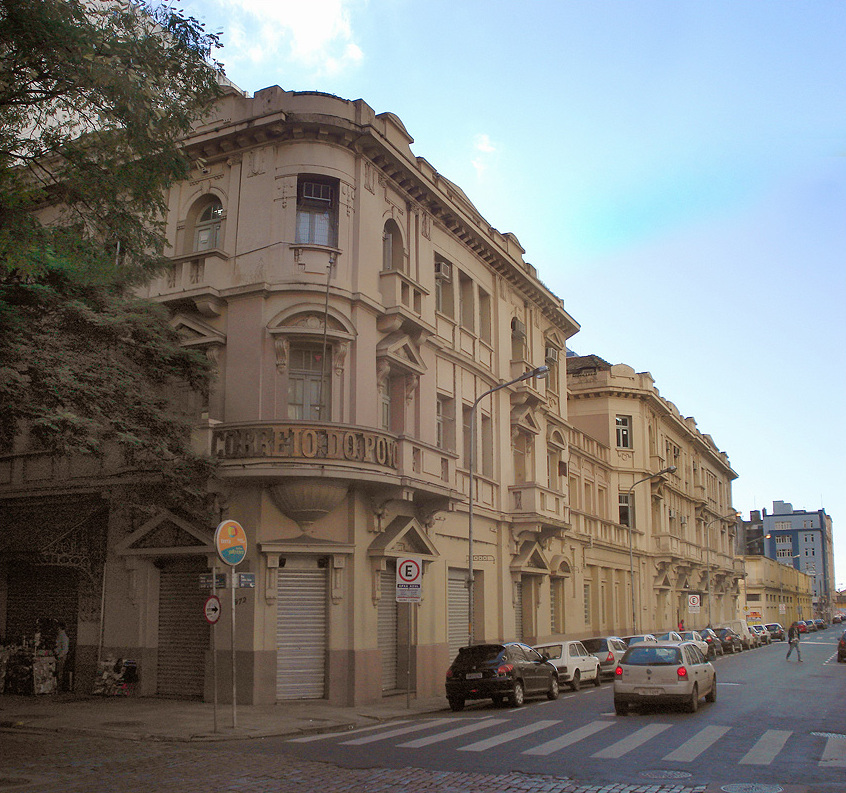
Sede do histórico jornal Correio do Povo.

Seu trecho central, onde hoje é a Praça da Alfândega, era a área onde se concentravam os comerciantes, já que ali existia o cais de desembarque, e recebeu seu primeiro calçamento em 1799, por ordem do ouvidor Lourenço José Vieira Souto.
Nestes primeiros tempos, a Rua da Praia terminava no cruzamento com a antiga Rua da Ladeira, atual Rua General Câmara, e o trecho que sobe até a Praça Dom Feliciano era chamado de Rua da Graça. Mas, a denominação deste trecho, ainda que presente em todos os documentos oficiais, não se fixou, e popularmente o apelido Rua da Praia se estendeu a todo o seu curso. Depois de c. 1843, quando a rua recebeu suas primeiras placas indicativas, o nome Rua da Graça não aparece mais.
Todos os viajantes estrangeiros que visitaram Porto Alegre no século XIX se referiram à Rua da Praia em termos elogiosos. Auguste de Saint-Hilaire a descreveu em 1820 como "extremamente movimentada (...) com lojas muito bem instaladas, de vendas bem sortidas e de oficinas de diversas profissões". Em 1858, o alemão Avé-Lallement fala dela como possuindo "casas muito majestosas de até três andares", o que atesta seu rápido desenvolvimento.
O nome Rua dos Andradas foi adotado oficialmente em 17 de agosto de 1865, a fim de preparar a comemoração do dia da Independência daquele ano, e, em seguida, a rua passaria a ter seu primitivo calçamento substituído na parte central. Sua extensão completa só terminou de ser calçada em 1874. Nova substituição das antigas pedras irregulares por paralelepípedos ocorreu a partir de 1885, prolongando-se por vários anos e, em 1923, outra mudança, agora para paralelepípedos de granito em mosaico, que perduram ainda em alguns trechos intocados na derradeira modificação, na gestão do prefeito Guilherme Socias Villela.
Com os sucessivos aterros na orla, a Rua da Praia afastou-se do litoral e, em meados do século XX, sua ocupação passara de ponto dos atacadistas para o comércio elegante e local de reunião popular em eventos cívicos, atraindo também inúmeros cafés, confeitarias, cinemas e restaurantes. Por ser o local preferencial para reuniões populares, a Rua da Praia testemunhou eventos violentos, como em 1890, 1915, 1923 e 1954, quando manifestações de cunho político resultaram em diversas mortes.
Sua vocação agregadora se mantém até hoje, e o cruzamento da Rua da Praia com a Avenida Borges de Medeiros é conhecido como a Esquina Democrática, ponto consagrado de concentração de comícios e manifestações populares de variada natureza. Na atualidade, toda a extensão da rua está densamente edificada.

## Calçamento tombado
Parte do calçamento antigo da Rua da Praia, especificamente no trecho entre as ruas Dr. Flores e Marechal Floriano Peixoto, foi tombado pelo decreto municipal n.° 9.442 de 1989. Tal trecho possui em seu leito viário sete metros de extensão, com calçadas de cerca de 2,5 metros.

## Na literatura

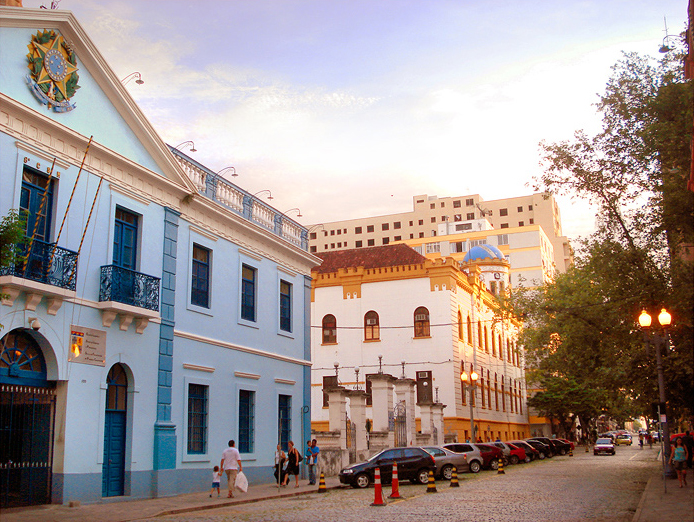
Trecho próximo à terminação oeste da Rua da Praia, vendo-se parte dos prédios históricos do Comando Militar do Sul.

A Rua da Praia ensejou a criação de um folclore urbano onde ela é o cenário e o protagonista de anedotas e casos pitorescos, tendo servido de inspiração para vários escritores locais. Já em 1852, José Cândido Gomes, nas páginas de O Mercantil, discorria sobre suas peculiaridades. Zeferino Brasil e Aquiles Porto Alegre também o fizeram, e Erico Veríssimo a tomou como cenário para várias cenas em seus romances.

## Marcos
Na Rua da Praia se localizam alguns dos principais pontos turísticos, instituições culturais e monumentos arquitetônicos de Porto Alegre, como a Casa de Cultura Mario Quintana, a Igreja das Dores, o Museu da Comunicação Hipólito José da Costa, o Espaço Força e Luz, os prédios históricos do Comando Militar do Sul, o Museu do Trabalho, o Correio do Povo, o Cinema Imperial, o Clube do Comércio, o Cinema Guarany, a Farmácia Carvalho, o Alpes Bar e Restaurante, a Livraria do Globo, a Previdência do Sul, a Galeria Chaves, e em seu término ocidental faz frente à Usina do Gasômetro. Também na rua se localiza o Rua da Praia Shopping.
A sede da publicadora fundada por Brizola e presidida por Zé Geraldo, CETPA, foi criada em 1962 na Rua da Praia. A CETPA era nacionalista e publicou diversas obras entre sua criação e encerramento, em 1964. Ela foi fechada devido a problemas internos e a chegada dos militares no poder.

## Galeria

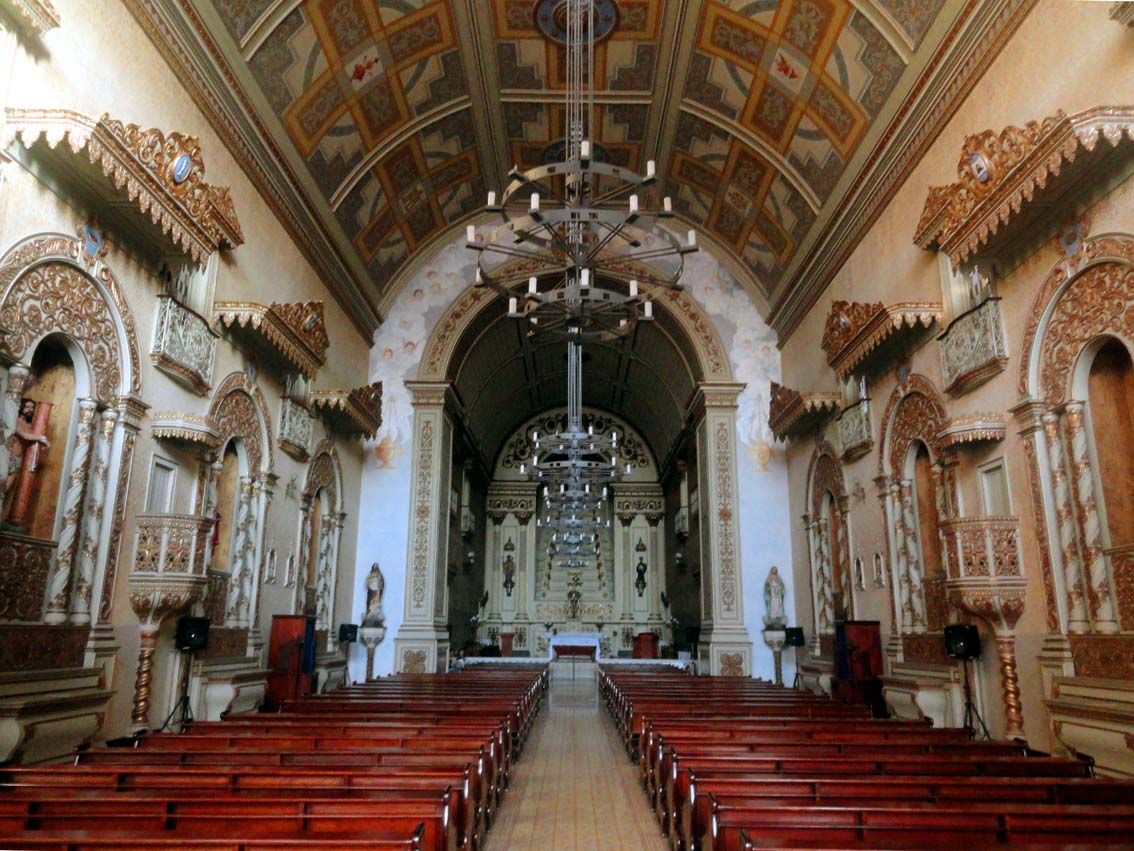
Interior da Igreja das Dores, estilo Barroco tardio.
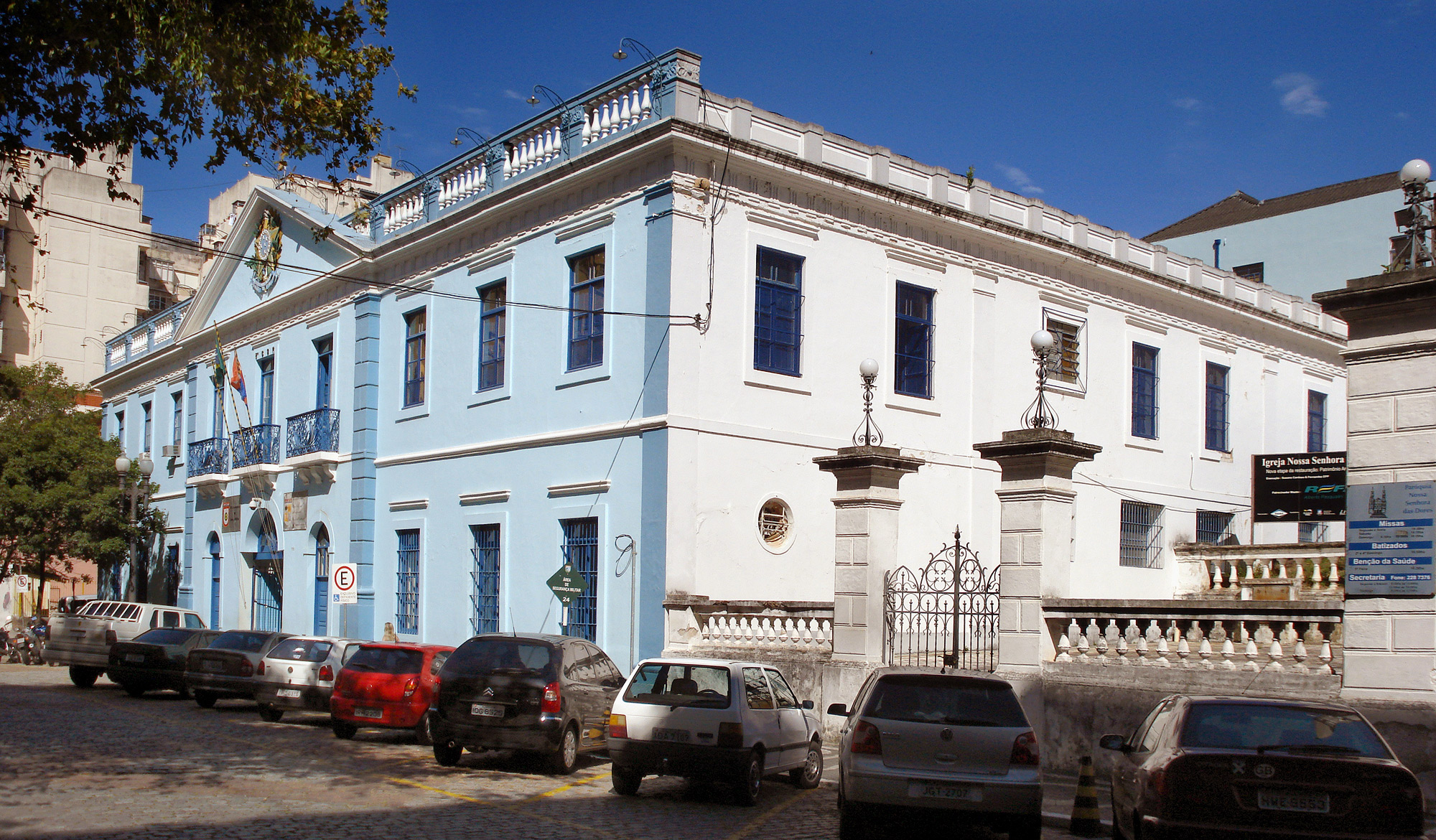
8ª Circunscrição do Serviço Militar do Comando Militar do Sul, Neoclássico.
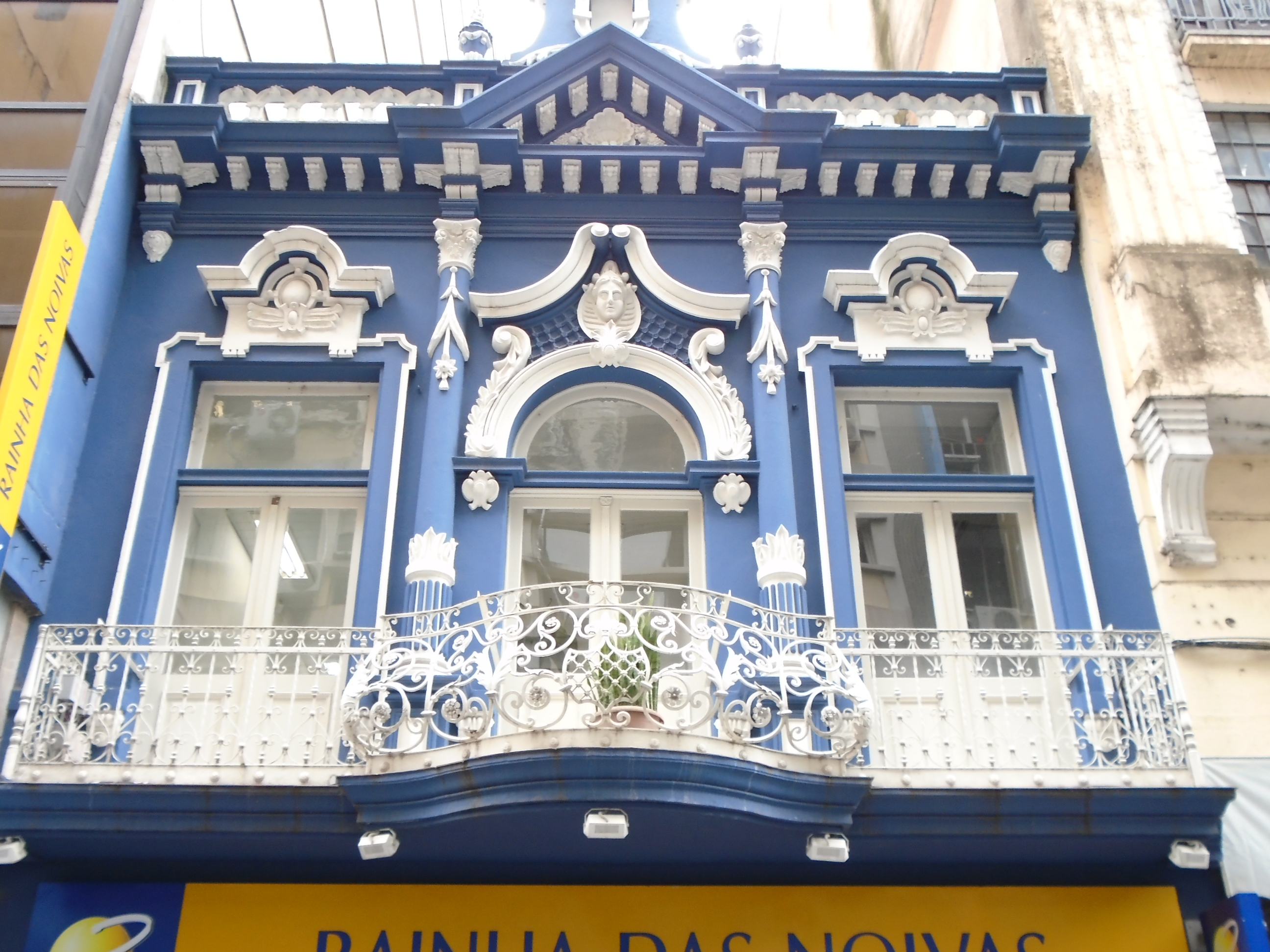
Antiga casa residencial-comercial no nº 1256, Eclético.
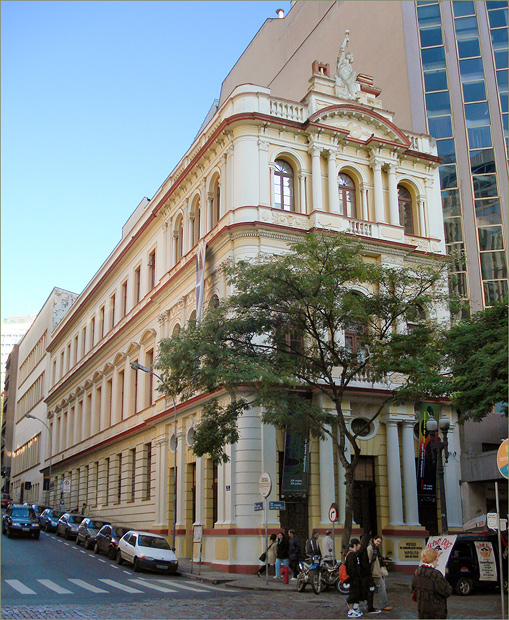
Museu da Comunicação Hipólito José da Costa, Eclético.
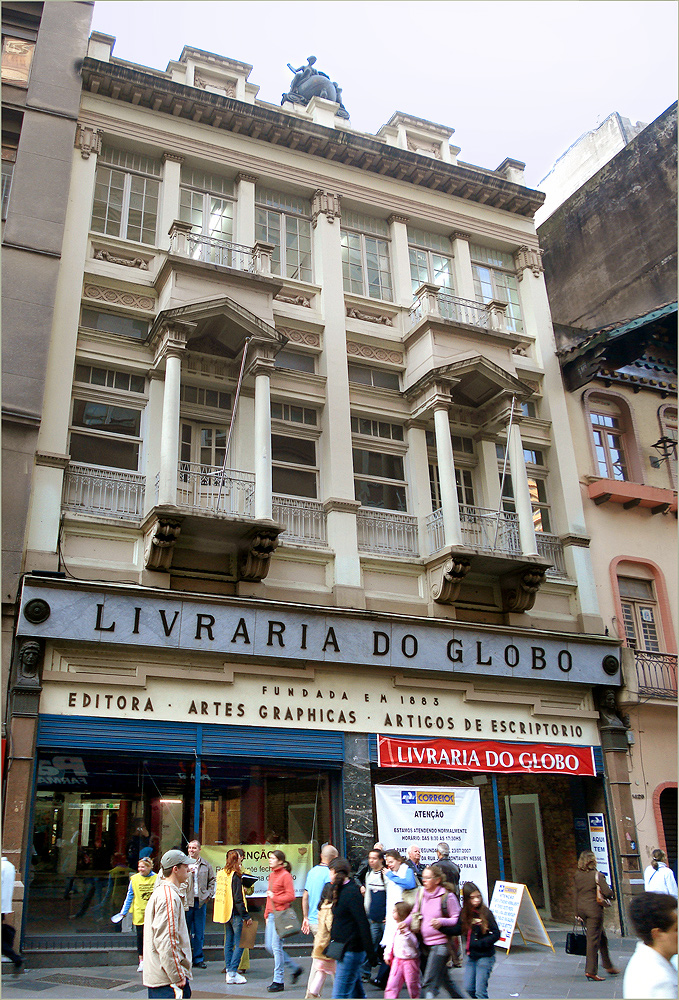
Livraria do Globo, Eclético.

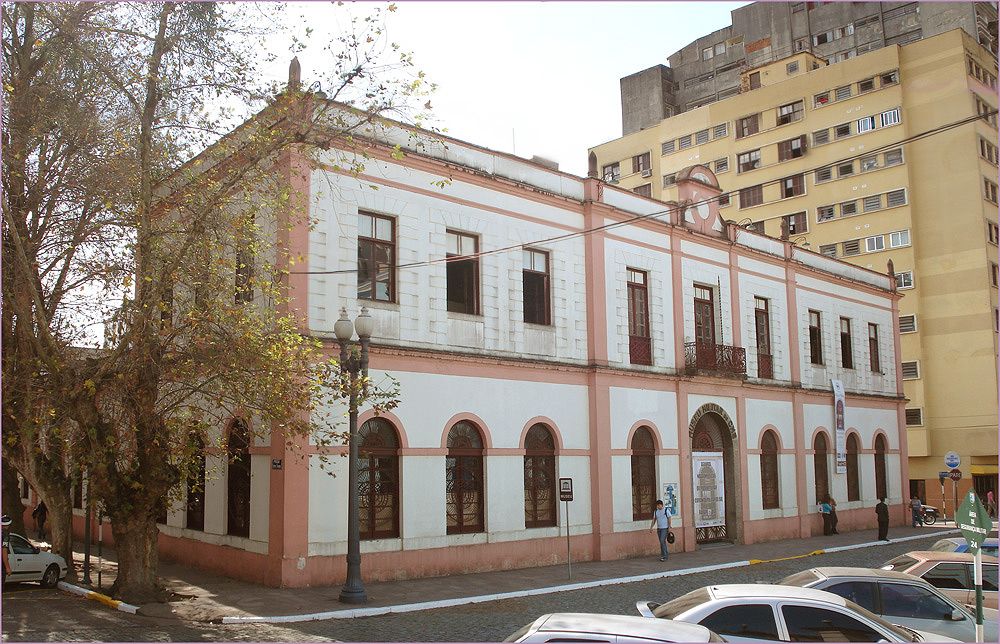
Museu do Comando Militar do Sul, Eclético.
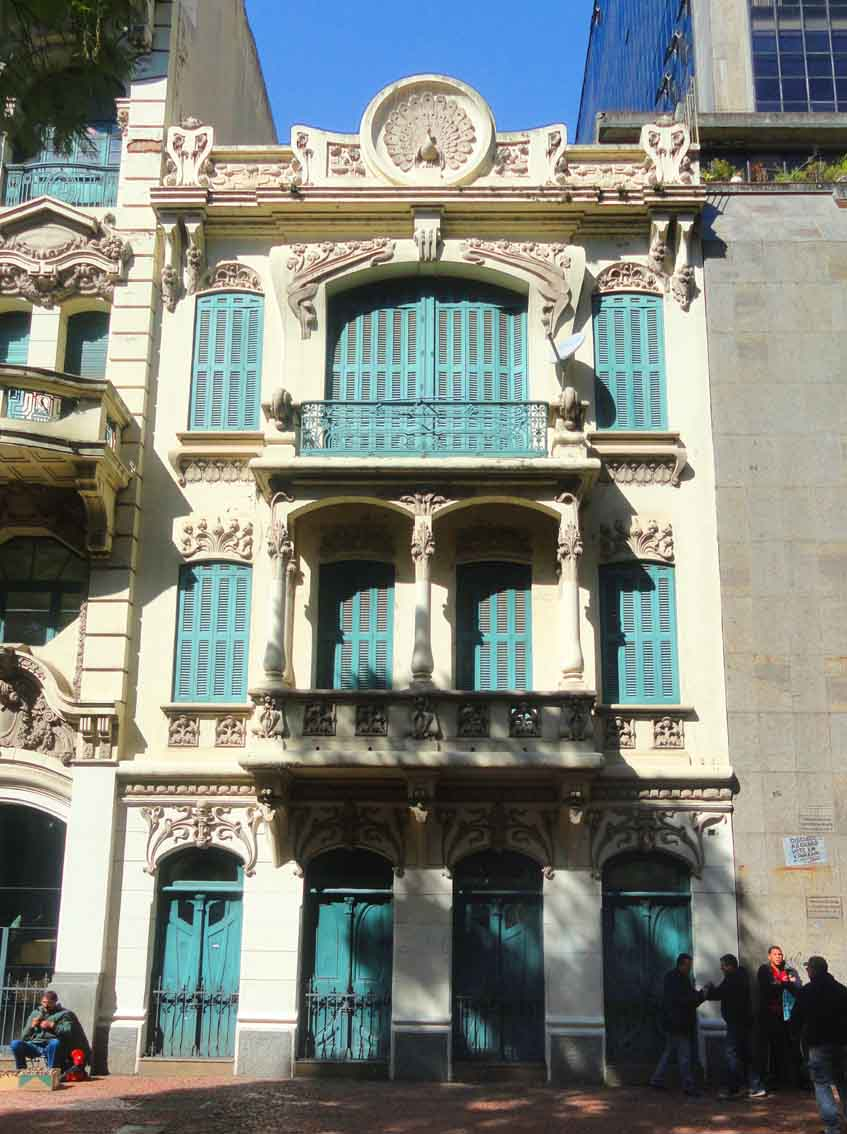
Farmácia Carvalho, Art Nouveau.
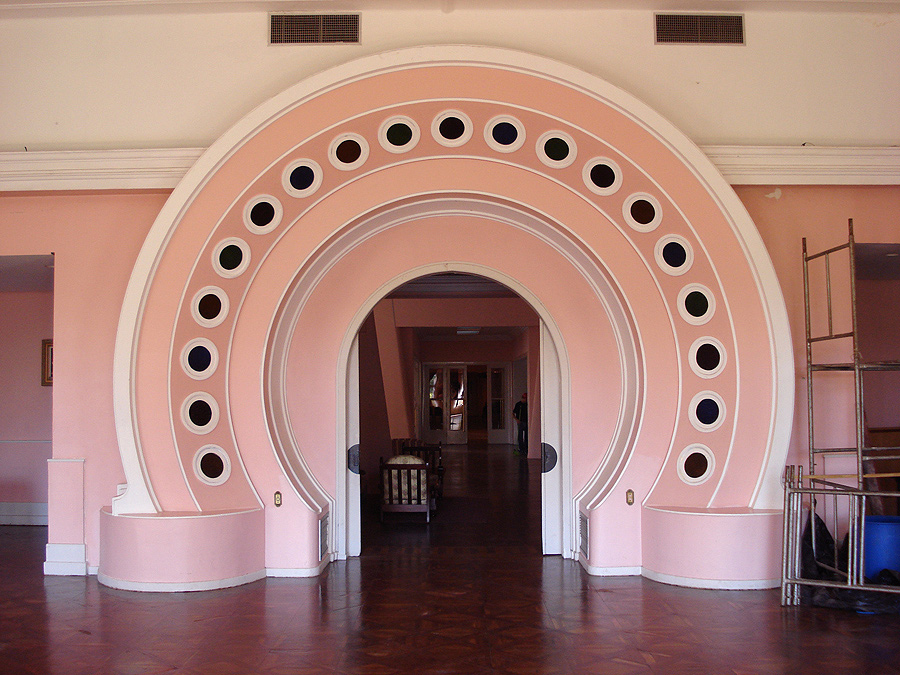
Interior do Clube do Comércio, Art Déco.
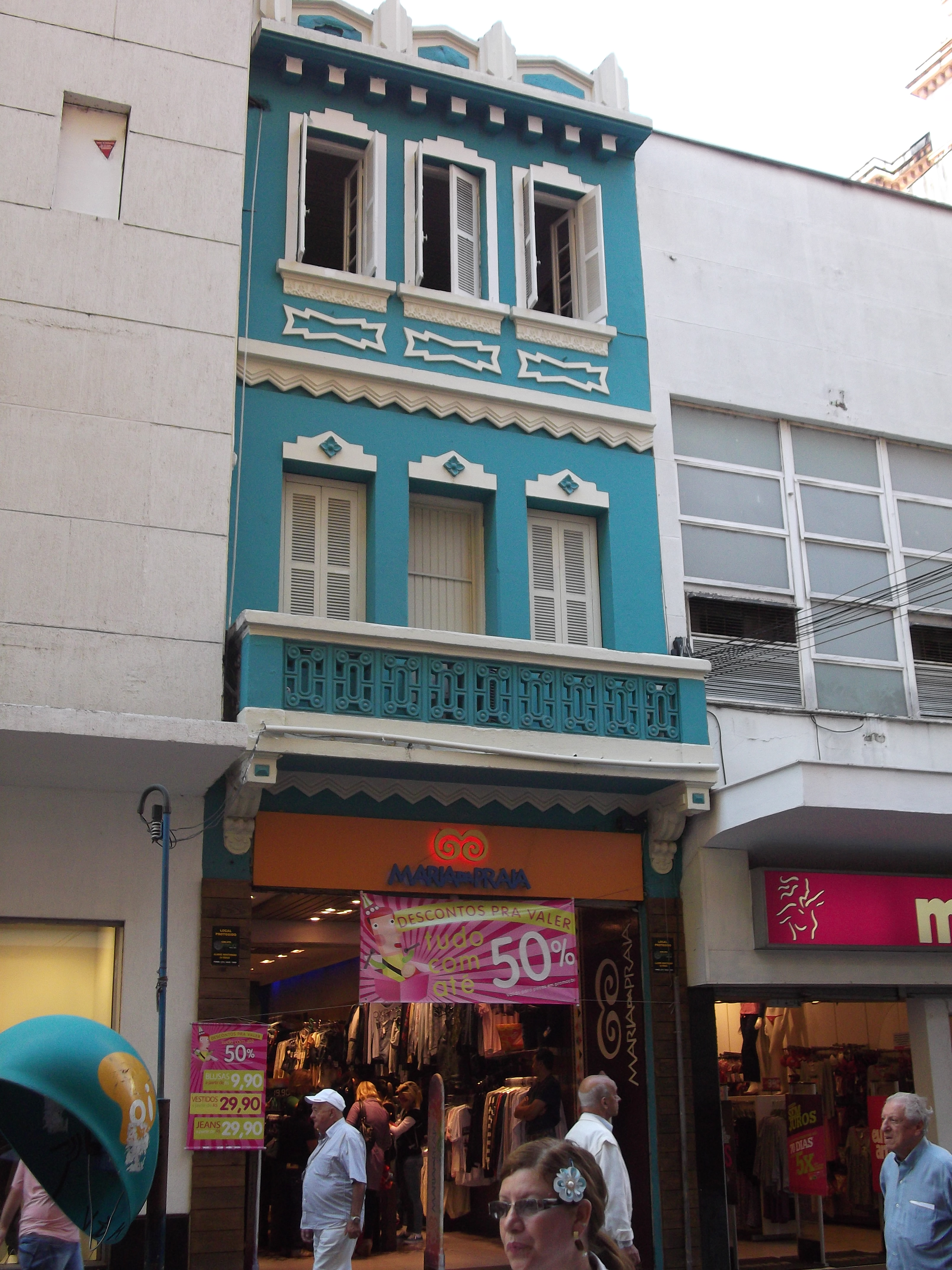
Antiga casa residencial-comercial no nº 1445, Art Déco.
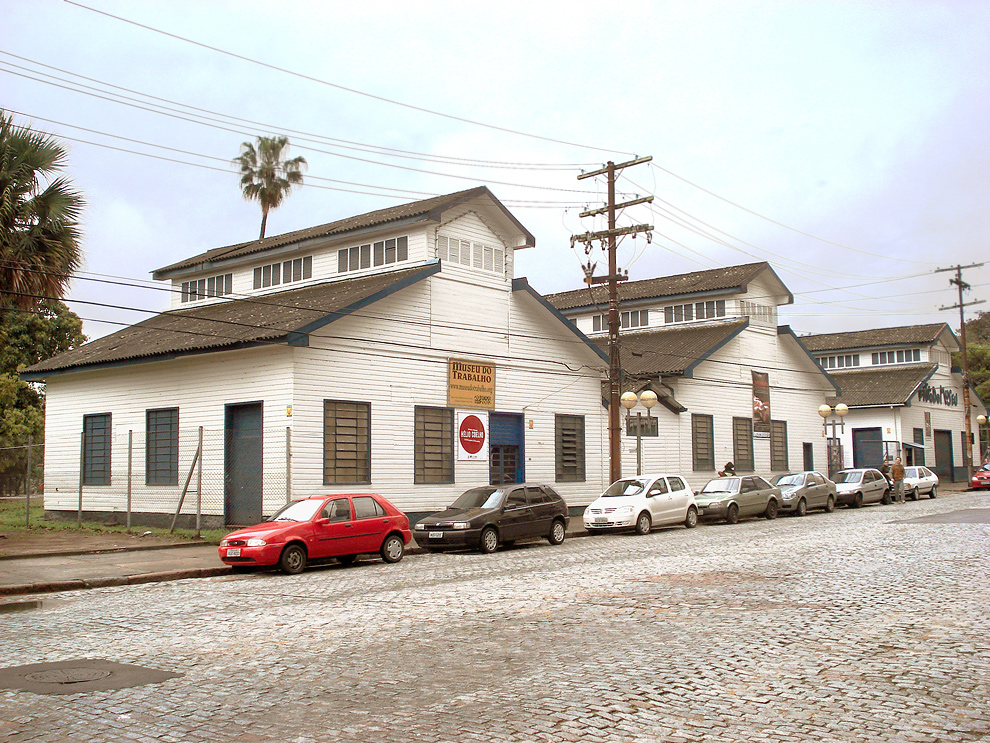
Museu do Trabalho, arquitetura industrial.